# André Maginot
André Maginot (17. februar 1877, Paris - 7. januar 1932, Paris) var en fransk forsvarsminister, som i 1930'erne i Alsace, fik idéen om Maginot-linjen indført.